# Phytosciara exsecta
Phytosciara exsecta är en tvåvingeart som beskrevs av Pekka Vilkamaa och Heikki Hippa 1996. Phytosciara exsecta ingår i släktet Phytosciara och familjen sorgmyggor.
Artens utbredningsområde är Myanmar. Inga underarter finns listade i Catalogue of Life.